# Euro Hockey League féminin
Pour les articles homonymes, voir EHL.
L'Euro Hockey League féminin est le plus récent tournoi féminin annuel de hockey sur gazon organisé par la EHF pour les meilleurs clubs de hockey en Europe.
La compétition devait débuter en 2020 en remplacement de l'ancienne Coupe d'Europe des clubs champions. La première édition a été annulée en raison de la Pandémie de Covid-19 en Europe.

## Format

### Entre 2021 et 2024
Le nouveau tournoi aura le même format que l'ancienne EuroHockey Club Cup. Cela signifie que huit équipes participeront au tournoi à élimination directe, les perdants jouant des matchs de classement pour leur classement. Le tournoi se déroulera au même endroit que le Final 8 masculin. Pour la première fois, la compétition féminine sera entièrement produite pour la télévision et il y aura un arbitre vidéo. Les équipes se qualifieront pour l'EHL féminin de la même manière qu'auparavant, les deux premières nations du classement de l'EHL gagnant deux places dans la compétition tandis que les six nations suivantes recevront une entrée.

### À partir de 2025
Le 14 mars 2024, l'EHF a décidé de porter à 12 le nombre de club participants à la phase finale,. Pour ce nouveau format, des huitièmes de finales auront lieu pour 8 clubs, les gagnants se qualifieront pour les quarts de finale tandis que les perdants joueront une phase de classement pour la 9e ou 11e place. En fin de saison 2023-2024, les nations classées de 1 à 4 enverront deux clubs (dont leur champion national se qualifiera directement pour les quarts de finale) tandis que les nations classées de 5 à 8 enverront un club pour la saison 2025.

## Coefficient des championnats nationaux

### Calcul
| Classement    | Points |
| ------------- | ------ |
| Champion      | 32     |
| Vice-champion | 26     |
| Troisième     | 21     |
| Quatrième     | 19     |
| Cinquièmes    | 17     |
| Septièmes     | 14     |
| Neuvièmes     | 11     |
| Onzièmes      | 8      |

| Classement | Points |
| ---------- | ------ |
| Premier    | 15     |
| Deuxième   | 13     |
| Troisième  | 11     |
| Quatrième  | 9      |
| Cinquième  | 7      |
| Sixième    | 6      |
| Septième   | 5      |
| Huitième   | 4      |

| Classement | Points |
| ---------- | ------ |
| Premier    | 8      |
| Deuxième   | 7      |
| Troisième  | 6      |
| Quatrième  | 5      |
| Cinquième  | 4      |
| Sixième    | 3      |
| Septième   | 2      |
| Huitième   | 1      |

### Classement des associations
Pour l'Euro Hockey League 2026, les associations se voient attribuer des places en fonction de leurs coefficients de pays EHL, qui prennent en compte leurs performances en Euro Hockey League et les Trophées d'Europe I et II de 2023 à 2025.
|           |                | EHL & Trophy 2022-2023 | EHL & Trophy 2022-2023 | EHL & Trophy 2023-2024 | EHL & Trophy 2023-2024 | EHL & Trophy 2024-2025 | EHL & Trophy 2024-2025 | EHL & Trophy 2024-2025 | EHL & Trophy 2024-2025 | EHL & Trophy 2024-2025 | EHL & Trophy 2024-2025 |               |           |
| Rang 2025 | Pays           | Complet                | 25%                    | Complet                | 50%                    | Points EHL             | Points Trophy I        | Points Trophy II       | Sous-total             | Équipes                | Total 2025             | Points totaux | Rang 2024 |
| --------- | -------------- | ---------------------- | ---------------------- | ---------------------- | ---------------------- | ---------------------- | ---------------------- | ---------------------- | ---------------------- | ---------------------- | ---------------------- | ------------- | --------- |
| 1         | Pays-Bas       | 23.000                 | 5.750                  | 26.500                 | 13.250                 | 49.000                 |                        |                        | 49.000                 | 2                      | 24.500                 | 43.500        | 1         |
| 2         | Belgique       | 14.500                 | 3.625                  | 12.500                 | 6.250                  | 47.000                 |                        |                        | 47.000                 | 2                      | 23.500                 | 33.375        | 4         |
| 3         | Allemagne      | 17.000                 | 4.250                  | 18.500                 | 9.250                  | 33.000                 |                        |                        | 33.000                 | 2                      | 16.500                 | 30.000        | 2         |
| 4         | Espagne        | 21.500                 | 5.375                  | 15.500                 | 7.750                  | 28.000                 |                        |                        | 28.000                 | 2                      | 14.000                 | 27.125        | 3         |
| 5         | Angleterre     | 11.500                 | 2.875                  | 14.500                 | 7.250                  | 14.000                 | 15.000                 |                        | 29.000                 | 2                      | 14.500                 | 24.625        | 5         |
| 6         | Irlande        | 6.000                  | 1.500                  | 10.000                 | 5.000                  | 11.000                 | 11.000                 |                        | 22.000                 | 2                      | 11.000                 | 17.500        | 6         |
| 7         | Écosse         | 0.000                  | 0.000                  | 5.000                  | 2.500                  |                        | 13.000                 | 6.000                  | 19.000                 | 2                      | 9.500                  | 12.000        | 9         |
| 8         | Tchéquie       | 2.500                  | 0.625                  | 6.000                  | 3.000                  | 8.000                  | 6.000                  |                        | 14.000                 | 2                      | 7.000                  | 10.625        | 8         |
| 9         | France         | 2.000                  | 0.500                  | 2.500                  | 1.250                  |                        | 9.000                  | 7.000                  | 16.000                 | 2                      | 8.000                  | 9.750         | 12        |
| 10        | Ukraine        | 4.500                  | 1.125                  | 4.500                  | 2.250                  | 8.000                  |                        |                        | 8.000                  | 2                      | 4.000                  | 7.375         | 7         |
| 11        | Suisse         | 3.500                  | 0.875                  | 2.500                  | 1.250                  |                        | 5.000                  | 5.000                  | 10.000                 | 2                      | 5.000                  | 7.125         | 10        |
| 12        | Autriche       | 0.000                  | 0.000                  | 2.000                  | 1.000                  |                        |                        | 12.000                 | 12.000                 | 2                      | 6.000                  | 7.000         | 14        |
| 13        | Turquie        | 0.000                  | 0.000                  | 3.000                  | 1.750                  |                        |                        |                        | 0.000                  | 1                      | 0.000                  | 1.750         | 13        |
| 14        | Italie         | 3.000                  | 0.750                  | 2.000                  | 1.000                  |                        |                        |                        | 0.000                  | 1                      | 0.000                  | 1.750         | 11        |
| 15        | Pays de Galles | 0.000                  | 0.000                  | 1.000                  | 0.500                  |                        |                        | 2.000                  | 2.000                  | 2                      | 1.000                  | 1.500         | 15        |
| 16        | Lituanie       | 0.000                  | 0.000                  | 0.000                  | 0.000                  |                        |                        |                        | 0.000                  | 1                      | 0.000                  | 0.000         | 16        |

## Résultats
| Édition | Lieu        | Champion            | Vice-champion        | Troisième place | Quatrième place        |
| ------- | ----------- | ------------------- | -------------------- | --------------- | ---------------------- |
| 2021    | Amsterdam   | HC 's-Hertogenbosch | Club Campo de Madrid | AH&BC Amsterdam | Der Club an der Alster |
| 2022    | Amsterdam   | AH&BC Amsterdam     | HC 's-Hertogenbosch  | Junior FC       | La Gantoise HC         |
| 2023    | Amsterdam   | HC 's-Hertogenbosch | Club Campo de Madrid | Düsseldorfer HC | Sanse Compultense      |
| 2024    | Amsterdam   | AH&BC Amsterdam     | Mannheimer HC        | SCHC            | Junior FC              |
| 2025    | Bois-le-Duc | HC 's-Hertogenbosch | Braxgata HC          | La Gantoise HC  | Düsseldorfer HC        |

## Records et statistiques

### Performances par club
| Rang            | Club                 | Or | Argent | Bronze | Total |
| --------------- | -------------------- | -- | ------ | ------ | ----- |
| 1               | HC 's-Hertogenbosch  | 3  | 1      | 0      | 4     |
| 2               | AH&BC Amsterdam      | 2  | 0      | 1      | 3     |
| 3               | Club Campo de Madrid | 0  | 2      | 0      | 2     |
| 4               | Braxgata HC          | 0  | 1      | 0      | 1     |
| 4               | Mannheimer HC        | 0  | 1      | 0      | 1     |
| 6               | Düsseldorfer HC      | 0  | 0      | 1      | 1     |
| 6               | La Gantoise HC       | 0  | 0      | 1      | 1     |
| 6               | Junior FC            | 0  | 0      | 1      | 1     |
| 6               | SCHC                 | 0  | 0      | 1      | 1     |
| Total (9 clubs) | Total (9 clubs)      | 5  | 5      | 5      | 15    |

### Performances par pays
| Rang           | Club           | Or | Argent | Bronze | Total |
| -------------- | -------------- | -- | ------ | ------ | ----- |
| 1              | Pays-Bas       | 5  | 1      | 2      | 8     |
| 2              | Espagne        | 0  | 2      | 1      | 3     |
| 3              | Belgique       | 0  | 1      | 1      | 2     |
| 3              | Allemagne      | 0  | 1      | 1      | 2     |
| Total (4 pays) | Total (4 pays) | 5  | 5      | 5      | 15    |